# Комаровка итальянская
Комаровка итальянская (лат. Bittacus italicus) — вид скорпионниц из семейства Bittacidae. Внешне сходны с комарами-долгоножками, однако, в отличие от последних, обладают 4 крыльями.

## Распространение
Центральная и Южная Европа, Россия (Кавказ, Урал); Украина: Черкасская, Сумская, Днепропетровская и Херсонская области, Крым.

## Численность
Современных данных о численности нет. Встречается мелкими локальными популяциями. Наблюдается уменьшение численности вида после затопления мест обитания водохранилищами, выкашивания и застройки пойменных лугов, применения пестицидов.

## Описание
Размах крыльев 30—35 мм, длина тела около 2 см. Желтовато-коричневого цвета (от тёмного до почти жёлтого). Тело тонкое. Усики и ноги длинные (лапки хватательные с одним коготком), крылья полупрозрачные с желтоватым оттенком (иногда с тёмными перевязями).

## Биология
Хищник, в сумерках ловит насекомых. Охотится на различных насекомых и пауков, высасывая содержимое их тела. Личинки развиваются в лесной подстилке и почве. Населяет поляны и опушки влажных лиственных лесов, заросли кустарников на пойменных лугах. За год развивается в одном поколении. Имаго появляются в середине июня. Обычно прячутся под листьями растений.
Личинки — сапрофаги, питаются мертвыми насекомыми и гниющими растительными остатками в лесной подстилке. Яйца откладывает по одному или по нескольку штук в почву, где они зимуют. Личинки появляются весной, окукливаются в почве конце мая.

## Замечания по охране
Включён в Красную книгу Украины
 и в Список редких видов Чехии и Красную книгу Польши.